# Inżynieria powierzchni
Inżynieria powierzchni – dyscyplina naukowa, jedna ze specjalności inżynierii materiałowej, zajmująca się procesami wytwarzania warstw wierzchnich i powłok, badaniem zjawisk im towarzyszących oraz uzyskiwaniem pożądanych efektów eksploatacyjnych.

## Ogólne informacje
Techniki inżynierii powierzchni stosowane są w przemyśle:
- motoryzacyjnym
- lotniczym
- wojskowym
- energetycznym
- elektronicznym
- medycynie
- włókienniczym
- naftowym
- petrochemicznym
- chemicznym
- budowlanym.

Techniki inżynierii powierzchni mogą być z powodzeniem wykorzystane do opracowania szerokiego zakresu właściwości funkcjonalnych (fizyczne, chemiczne, elektryczne, magnetyczne, mechaniczne, odporne na zużycie i korozję) przy niemalże dowolnej powierzchni podłoża. Do nakładania powłok można wykorzystać prawie wszystkie rodzaje materiałów, w tym metale, ceramiki, polimery i kompozyty. Najnowsze techniki inżynierii powierzchni z powodzeniem służą do wytwarzania materiałów nowego typu (np. nanorurki węglowe, nadprzewodniki, tworzywa gradientowe).

## Technologie inżynierii powierzchni
Ogólnie techniki wykorzystywane w inżynierii powierzchni można podzielić na pozwalające wytworzyć:
- utwardzone warstwy wierzchnie i powłoki w stanie stałym
- warstwy wierzchnie i powłoki z częściowym nadtopieniem strefy przypowierzchniowej
- powłoki adhezyjne
- warstwy i powłoki kompozytowe[3].

Dodatkowo technologię wykorzystywaną w inżynierii powierzchni można podzielić na techniki tradycyjne i nowoczesne:
|                 | Realizujące w pełni zadania IP           | Realizujące częściowo zadania IP |
| --------------- | ---------------------------------------- | -------------------------------- |
| Stara generacja | Emalierstwo                              | Obróbka cieplna                  |
| Stara generacja | Galwanotechnika                          | Obróbka plastyczna               |
| Stara generacja | Lakiernictwo                             | Odlewnictwo                      |
| Stara generacja | Metalizacja zanurzeniowa i natryskiwanie | Spawalnictwo                     |
| Stara generacja | Obróbka nagniataniem                     | Obróbka skrawaniem               |
| Nowa generacja  | Obróbka implantacyjna                    | Obróbka detonacyjna              |
| Nowa generacja  | Obróbka jarzeniowa                       | Obróbka elektroiskrowa           |
| Nowa generacja  | Techniki PVD i CVD                       | Obróbka elektronowa              |
| Nowa generacja  | Obróbka laserowa                         |                                  |